# Karczemka (powiat bydgoski)
Karczemka – wieś w Polsce, położona w województwie kujawsko-pomorskim, w powiecie bydgoskim, w gminie Dobrcz.
W latach 1975–1998 Karczemka należała administracyjnie do województwa bydgoskiego.
Przed 2023 miejscowość była częścią wsi Zalesie
Według danych Urzędu Gminy Dobrcz (XII 2020 r.) Karczemka liczyła 84 mieszkańców